# Calcioancilita-(Ce)
La calcioancilita-(Ce) és un mineral de la classe dels carbonats, que pertany al grup de l'ancilita. Rep el seu nom del grec αγκυλός (ankylos), "corb", en al·lusió a les formes dels cristalls, generalment arrodonits i distorsionats, i del prefix "calci-", en al·lusió a la seva composició amb el calci dominant sobre l'estronci, a més del sufic "-(Ce)" degut a ser el ceri la terra rara dominant.

## Característiques
La calcioancilita-(Ce) és un carbonat de fórmula química (CeCa)(CO₃)(OH)(H₂O). Cristal·litza en el sistema ortoròmbic. La seva duresa a l'escala de Mohs es troba entre 4 i 4,5.
Segons la classificació de Nickel-Strunz, la calcioancilita-(Ce) pertany a «05.DC - Carbonats amb anions addicionals, amb H₂O, amb cations grans» juntament amb els següents minerals: ancilita-(Ce), calcioancilita-(Nd), gysinita-(Nd), ancilita-(La), kozoïta-(Nd), kozoïta-(La), kamphaugita-(Y), sheldrickita, thomasclarkita-(Y), peterbaylissita, clearcreekita i niveolanita.

## Formació i jaciments
La localitat tipus exacta és desconeguda; el mineral va ser trobat en un lloc no especificat en "terres occidentals" (Rússia Occidental o, possiblement, Finlàndia) en un palet erràtic en un glacial, de font desconeguda. Als territoris de parla catalana ha estat descrita a la Sèrra de Horno, una serra situada al municipi de Vielha e Mijaran (Vall d'Aran).